# Bodonal de la Sierra
Bodonal de la Sierra ist eine Gemeinde (municipio) mit 993 Einwohnern (Stand: 2024) im Süden der spanischen Provinz Badajoz in der Autonomen Gemeinschaft Extremadura.

## Lage
Bodonal de la Sierra liegt ca. 110 km (Fahrtstrecke) südsüdöstlich der Provinzhauptstadt Badajoz in einer Höhe von ca. 610 m.
Das Klima im Winter ist gemäßigt, im Sommer dagegen warm bis heiß; die geringen Niederschlagsmengen (ca. 504 mm/Jahr) fallen – mit Ausnahme der nahezu regenlosen Sommermonate – verteilt übers ganze Jahr.

## Bevölkerungsentwicklung
| Jahr      | 1970 | 1981 | 1991 | 2001 | 2011 | 2021 |
| Einwohner | 2368 | 1882 | 1403 | 1204 | 1141 | 1019 |

## Sehenswürdigkeiten
- Blasiuskirche (Iglesia de San Blas Martír)
- Marienkapelle

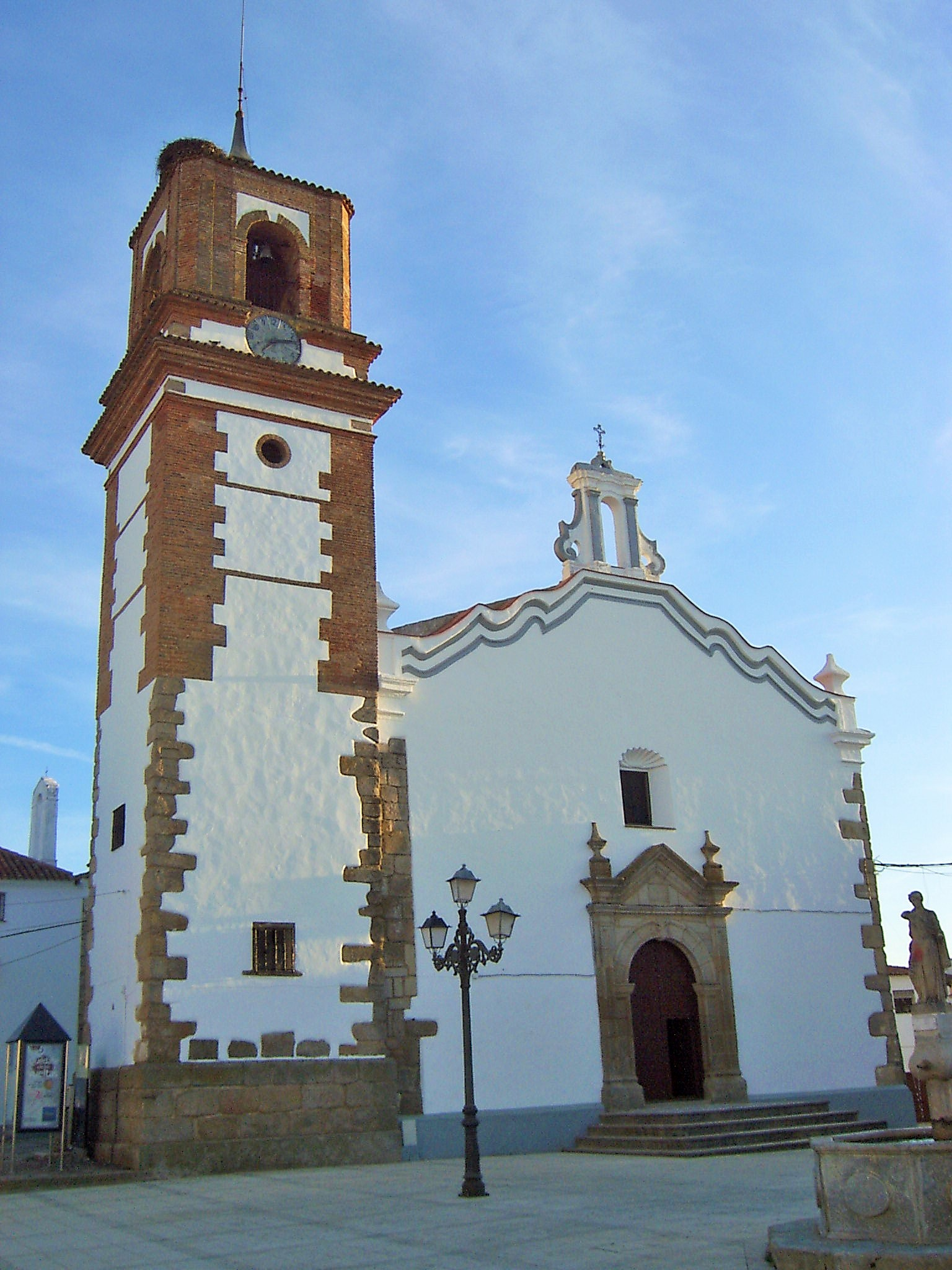
Blasiuskirche
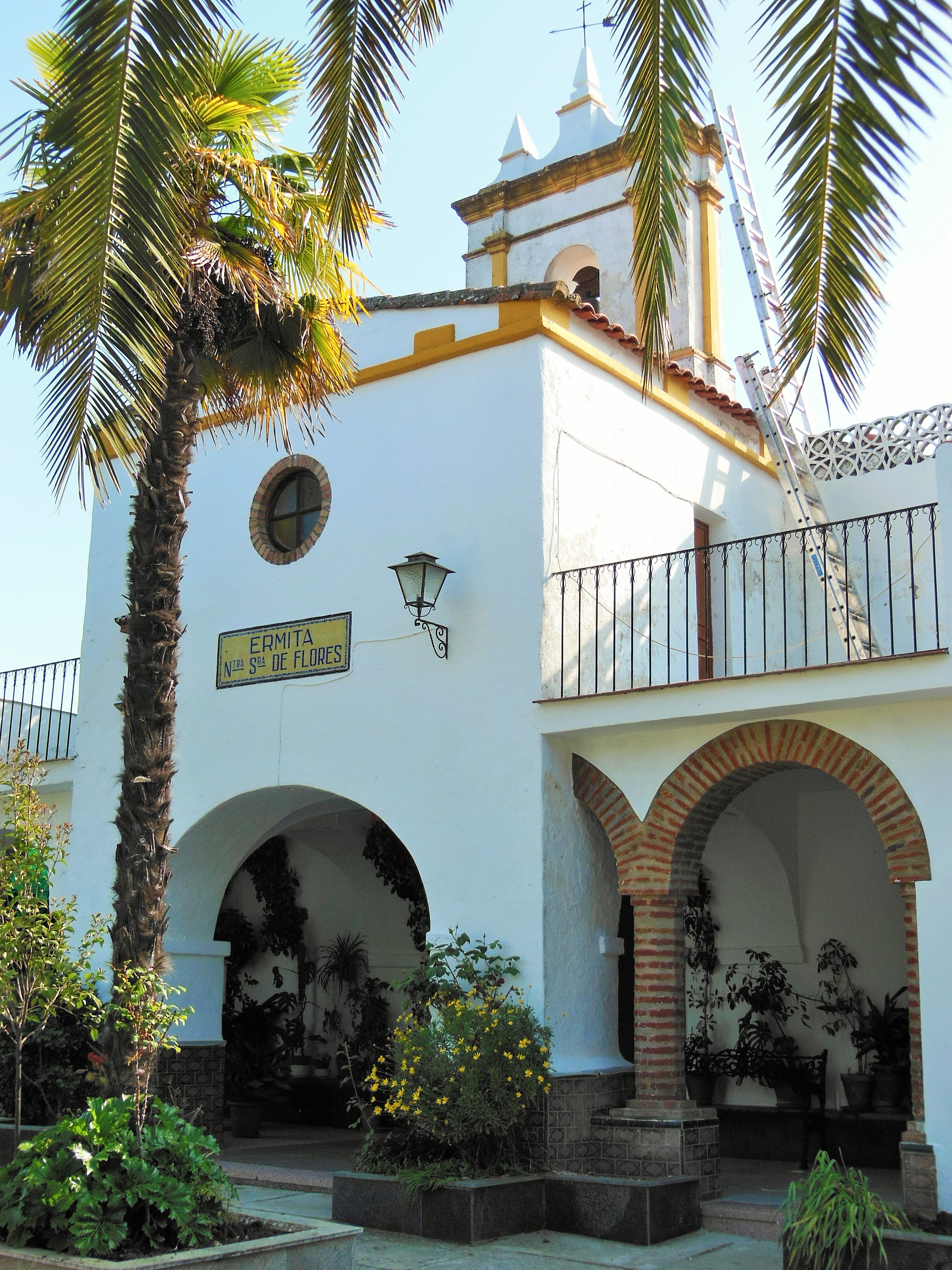
Marienkapelle